# 린위선
린위선(중국어: 林雨申, 병음: Lín Yǔshēn, 한자음: 임우신, 1980년 10월 23일 ~ )은 중국의 배우이다. 베이징시에서 태어났으며, 어머니는 드라마 제작자인 이소완이다. 오스트레일리아에서 금융관리학을 전공했다. 2002년에 텔레비전 드라마 《귤자홍료》로 데뷔했으며, 다수의 작품에 출연하였다. 2012년에는 텔레비전 드라마 《수망적천공》에서 묵리 역할을 맡았다.
2019년에 김용의 무협 소설 《의천도룡기》를 원작으로 하여 제작한 드라마 《의천도룡기》에서 양소 역할을 맡으면서 많은 사랑을 받았다. 2020년에 텔레비전 드라마 《아희환니》에서 루진을 연기하여 제2의 전성기를 맞았고, 같은 해에 웹 드라마 《쌍면신탐》에 출연했다. 2021년에는 드라마 《호호생활》에 출연을 확정지었다.